# James H. Weaver
James Howard "Jim" Weaver, född 8 augusti 1927 i Brookings i South Dakota, död 6 oktober 2020 i Eugene i Oregon, var en amerikansk demokratisk politiker. Han var ledamot av USA:s representanthus 1975–1987.
Weaver tjänstgjorde i USA:s flotta 1945–1946 och utexaminerades 1952 från University of Oregon. År 1975 efterträdde han John R. Dellenback som kongressledamot och efterträddes 1987 av Peter DeFazio.